# Dardo
Дардо (на италиански: Dardo, Копие), първоначално известно като Breda Type-70, също така експортирано и като OTO Twin 40L70 Compact, е зенитно-артилерийски комплекс разработен по поръчка на ВМС на Италия. Състои на въоръжение във ВМС на Италия, а също и във ВМС на Венецуела, ВМС на Перу, ВМС на Ирак, ВМС на Малайзия, ВМС на Южна Корея. Предназначен е за противоракетна и противовъздушна отбрана на кораба. „Дардо“ има най-големият калибър от всички съществуващи ЗАК.

## Разработка
Разработката на комплекса започва през 1970-те години. Главен разработчик става италианската компания „Бреда меканика“, а електронната част е направена от компанията „Селения енд Елсаг“. През 1976 г. „Дардо“ е приет на въоръжение във ВМС на Италия.

## Конструкция
Комплексът Breda Compact type 70 включва куполната установка, РЛС за управление на огъня SPG-74, компютър и пулт за управление.
Артилерийската част на комплекса представлява сдвоена установка от 40-милиметрови автоматични оръдия Bofors L70, разработка на шведската фирма „Бофорс“, които се произвеждат от „Бреда меканика“ по лиценз. Автоматиката на оръдията действат за сметка на отката на ствола, отличават се с надеждност и точност, скорострелността им на един ствол е 300 изстрела в минута.